# Welcome to Hebron

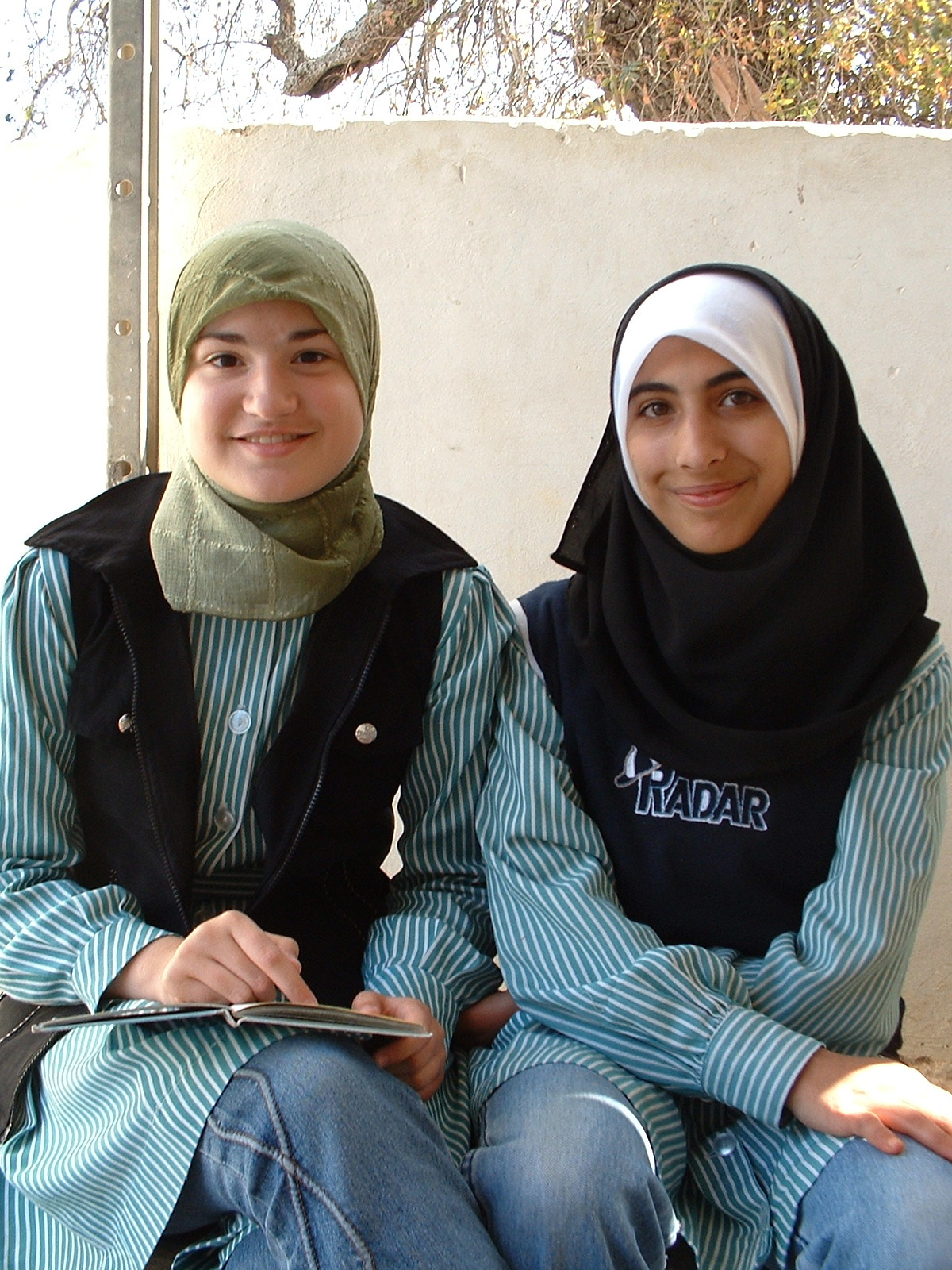
Leila Sarsour och hennes vän Wala i Hebron.

Välkommen till Hebron (engelska: Welcome to Hebron) är en svensk dokumentärfilm från 2007 om 17-åriga Leila Sarsours vardag på Al-Qurtuba skolan i Hebron på Västbanken. Filmen är regisserad av frilansjournalisten och dokumentärfilmaren Terje Carlsson.
Den 55 minuter långa filmen skildrar ockupationen och Leilas vardag. Al-Qurtuba är en palestinsk flickskola som ligger innanför israeliska avspärrningar, där Leila och hennes kompisar dagligen visiteras av israeliska soldater och trakasseras av religiösa israeliska bosättare. I filmen intervjuas flera palestinier och israeler, bland annat den israeliske soldaten Yehuda Shaul från organisationen Breaking the Silence som vittnar om vad ockupationen innebär för den palestinska lokalbefolkningen. 

## Visningar i urval
- Stockholms filmfestival [2] , november 2007.
- Oslo filmfestival [3], november 2007.
- SVT [4], februari 2008.
- BUFF Filmfestival i Malmö[5] , mars 2008.